# Château de Heiligenberg

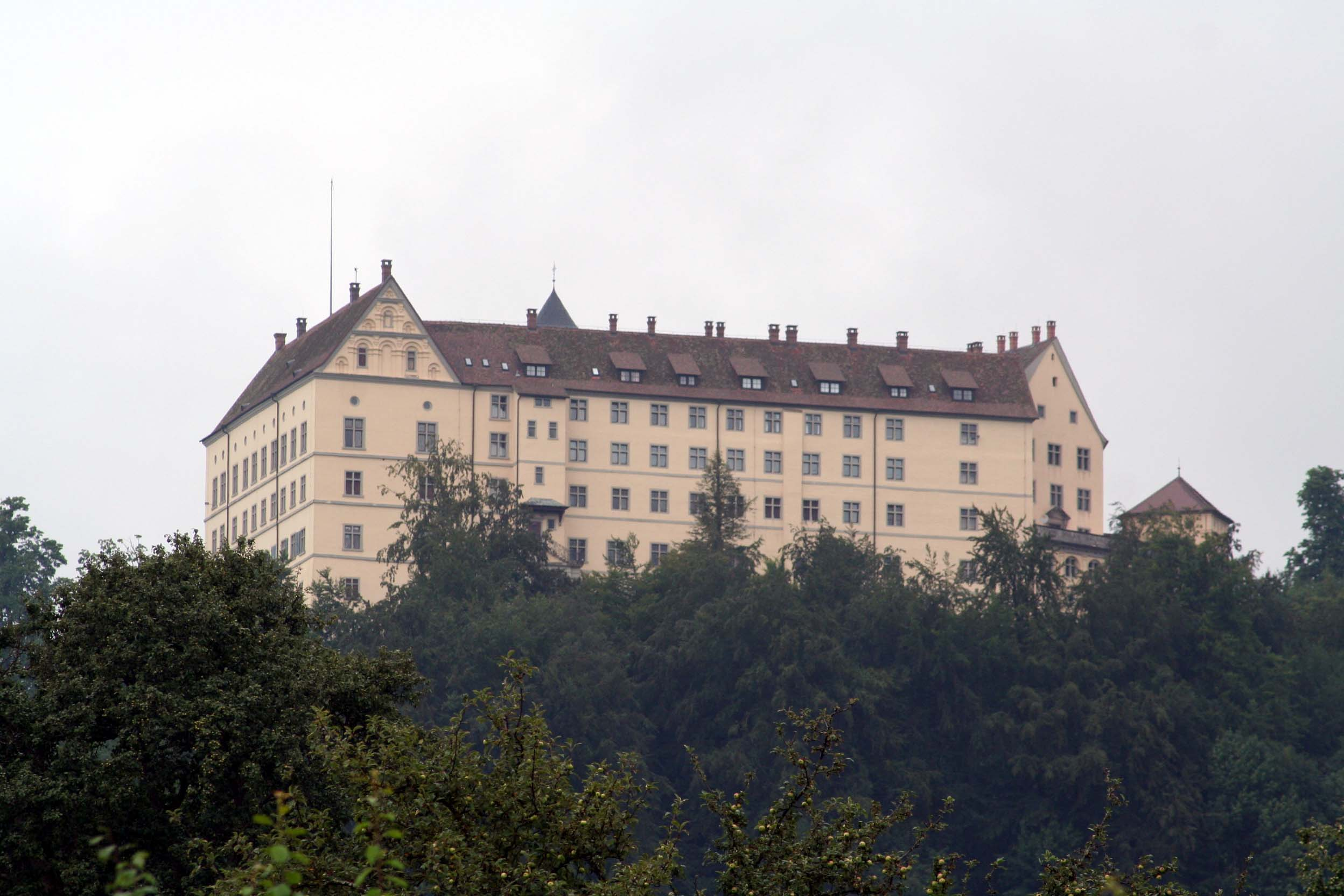
Château de Heiligenberg

Le château de Heiligenberg est situé sur la commune de Heiligenberg au nord du lac de Constance dans la région du Bade-Wurtemberg, sur un plateau à 730 m d'altitude.
Un premier château avait été construit à cet emplacement au XIIIe siècle par le comte Berthold de Heiligenberg. Il est passé dans la Maison de Fürstenberg en 1535, et a été reconstruit en style renaissance en 1559. Aujourd'hui, il sert de résidence privée au Prince Héréditaire et ne se visite pas.

## Galerie

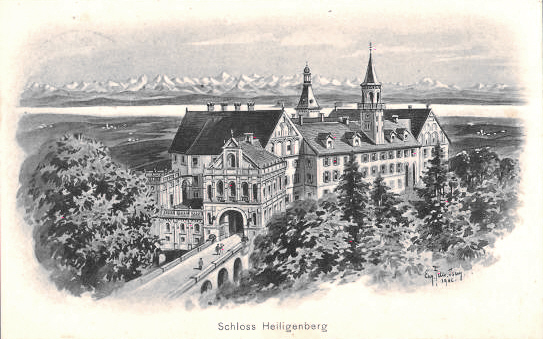
Gravure de 1910
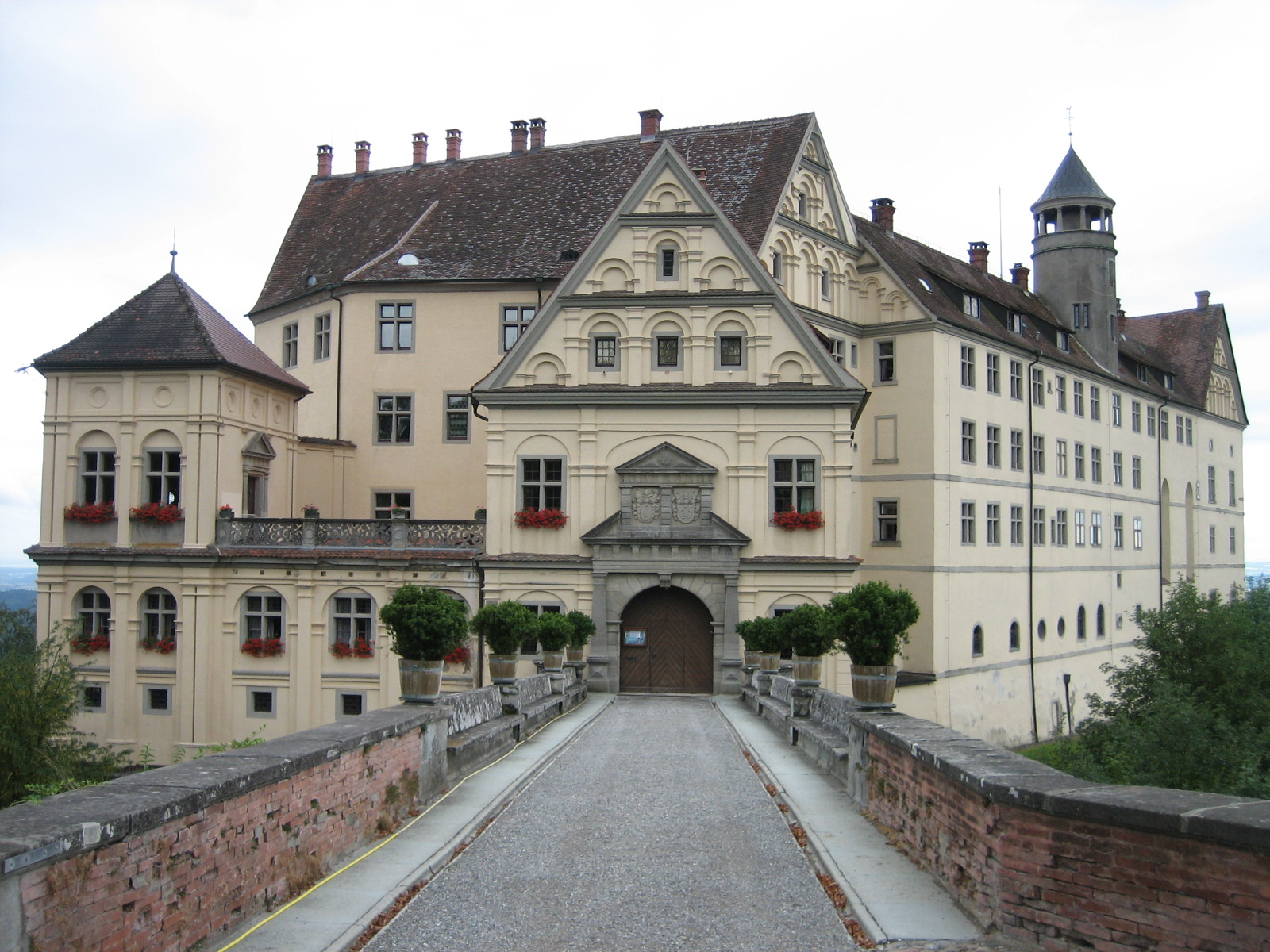
Entrée du château
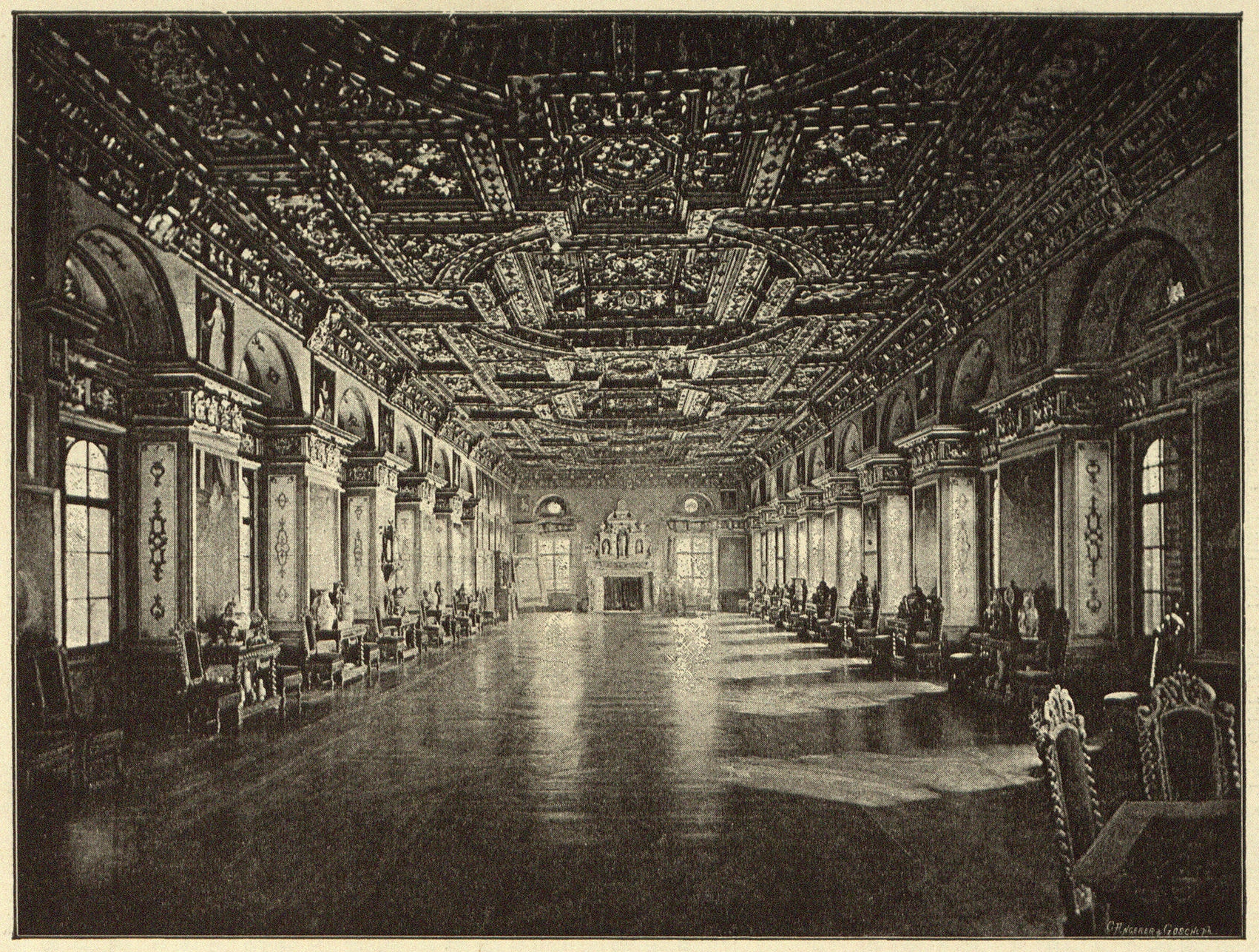
Salle des fêtes du château